# Liste des comtes de Poher
Selon le Dictionnaire historique et géographique de la province de Bretagne (1843) on trouve  :
- Nominoë est comte de Poher en 826, fils d’Erispoë (?), il est nommé missus imperatoris et comte de Vannes en 831  et gouverne la Bretagne sans le titre royal.
- Riwallon ou Rivelon comte de Poher est cité en 848 ou 849, il est le fils présumé d’Erispoë (?) et frère présumé du précédent.
- Mathuédoï I , fils (?) du précédent, est mentionné comte de Poher de 860 à 868.
- Judicaël , fils (?) du précédent désigné dans une charte de 896 ou 897 comme "prince de Poucoer".
- Mathuédoï II, arrière-petit fils du roi Erispoë, comte de Poher (début Xe siècle), époux d'une fille d'Alain le Grand.
- Alain II dit Barbe-Torte, fils du précédent chassa les Normands de Bretagne et y fut reconnu duc et souverain (princeps) en 936. Le comté de Poher fut réuni au duché de Bretagne.

Les sources sources historiques ne mentionnent quant à elle que deux comtes, ainsi qu'un princeps, titulature difficilement appréhendable. L'acte CVII du Cartulaire de Redon, daté de 844, indique que Riwallon est comte de Poher (commes Poucaer). L'acte CCXLVII du même cartulaire, daté de 871, mentionne Jedechael, princeps de Poher (princeps Poucher). Enfin la Chronique de Nantes, aujourd'hui disparue, fait de Mathuedoi, gendre d'Alain de Grand, un comte de Poher (comes de Poher).